# モスクワ国立食品生産大学
モスクワ国立食品生産大学（Моско́вский о́рдена Трудово́го Кра́сного Зна́мени госуда́рственный университе́т пищевы́х произво́дств (МГУПП） はモスクワにある大学である。
1931年に作られた大学である。
最寄の地下鉄の駅はソコル（СОКОЛ）である。
| サブスタブ | この項目は、まだ閲覧者の調べものの参照としては役立たない、書きかけの項目です。この項目を加筆・訂正などしてくださる協力者を求めています。このテンプレートは分野別のサブスタブテンプレートやスタブテンプレート（Wikipedia:分野別のスタブテンプレート参照）に変更することが望まれています。 |